# SPQR (Spiel)
SPQR ist ein Strategiespiel, entworfen von Richard Berg und Mark Herman und veröffentlicht im Jahr 1992 von GMT Games. Es ist Teil der Serie Great Battles of History (GBoH), welche sich mit antiker Kriegsführung beschäftigt. SPQR widmet sich mit den Schlachten der Ära der römischen Republik und wurde entwickelt, um die Stärken und Schwächen der römischen Manipulartaktik darzustellen.
Es gibt zwei Versionen des Spiels, welche sich in einigen Regeländerungen unterscheiden.

## Szenarien
Das Spiel beinhaltet fünf historische Szenarien (Cannae, Zama, Cynoscephalae, Beneventum und Bagradas) sowie ein fiktives Szenario (Rom gegen Alexander den Großen).

## Material
Die Karten des Spiels sind mit einem Hexagonnetz bedruckt, wobei jedes Hexagon (Hex) etwa 70 Meter Distanz repräsentiert. Jeder Spielzug simuliert etwa 15 bis 20 Minuten, wobei die Regeln einen eher lockeren Umgang mit dem Zeitmaßstab pflegen. Jeder Counter stellt, je nach Szenariengröße und Einheitentyp, zwischen 300 und 1000 Kämpfer dar. Da genaue Details zu Terrain, Heeresgrößen, Kampftaktiken und -methoden, Anführern und so weiter eher unbekannt sind, bleiben diese Spiele, trotz ihres hohen Detailreichtums, eher fiktional und spekulativ.

## Erweiterungen
Seit 1992 sind mehrere Erweiterungen für SPQR erschienen:
- Consul for Rome (1992) mit den Schlachten von Trebia und Metaurus
- War Elephant (1992) mit den Schlachten von Magnesia und Raphia
- Pyrrhic Victory (1993) mit den Schlachten von Heraclea und Asculum
- Africanus (1994) mit den Schlachten von Baecula und Ilipa
- Jugurtha (1998) mit den Schlachten von Muthul und Cirta
- Deluxe SPQR (2008) kombiniert das Grundspiel mit allen bis dahin erschienenen Erweiterungen, mit Ausnahme der Schlachten von Raphia aus „War Elephant“ und Cirta aus „Jurgurtha“. Es enthält auch die Counter für die Schlacht von Marathon und für den Aufstand der Makkabäer gegen das Seleukidenreich
- Barbarian (2008) mit den Schlachten von Lautulae, Tifernum, Sentinum, Telamon und Cremona